# Kunstjahr 1504
Liste der Kunstjahre

◄ | 1500 | 1501 | 1502 | 1503 | Kunstjahr 1504 | 1505 | 1506 | 1507 | 1508 | ► | ►►

Weitere Ereignisse
Dieser Artikel behandelt das Kunstjahr 1504.

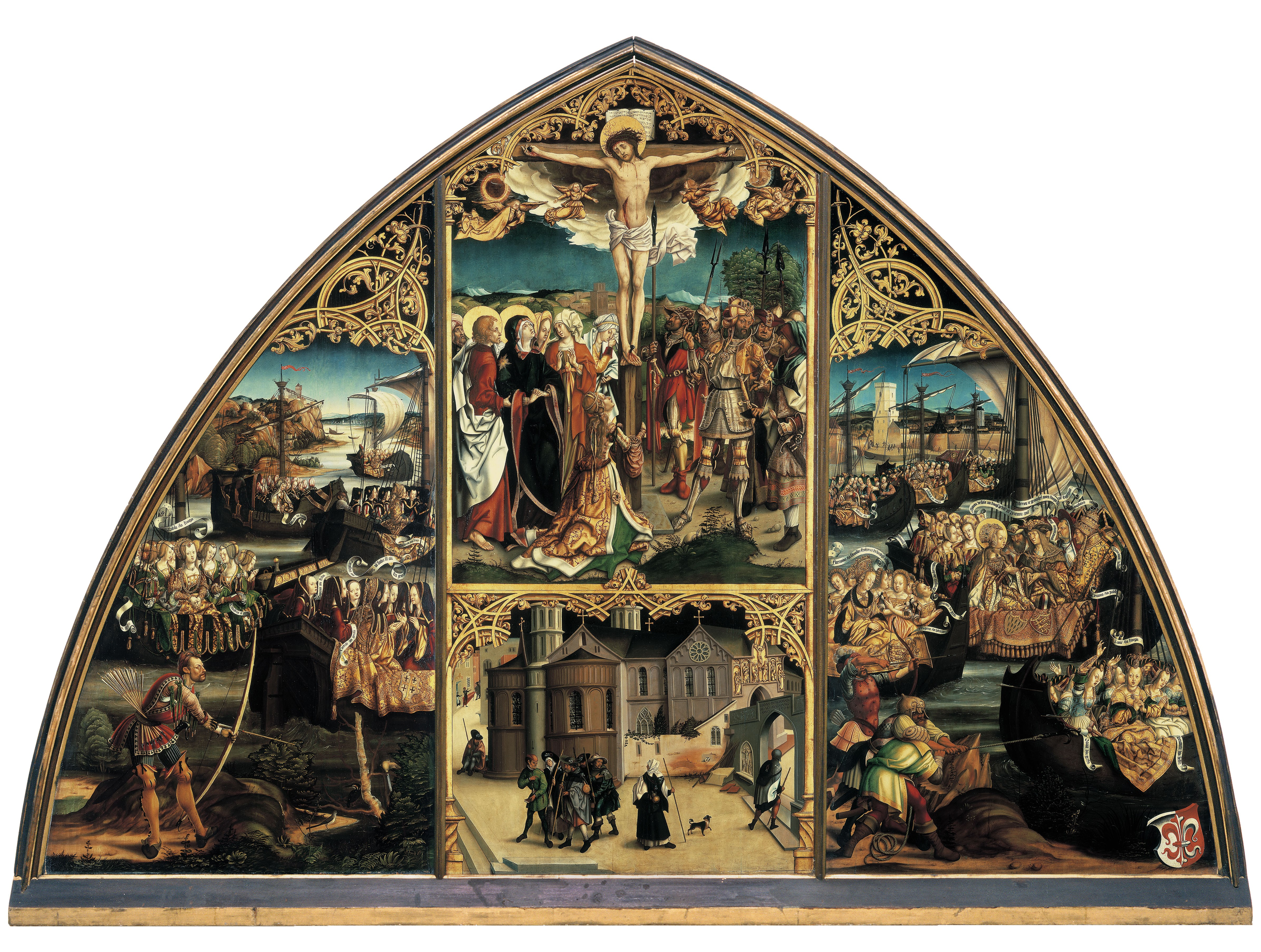
Hans Burgkmair der Ältere:
Basilica di S. Croce

## Ereignisse

### Architektur

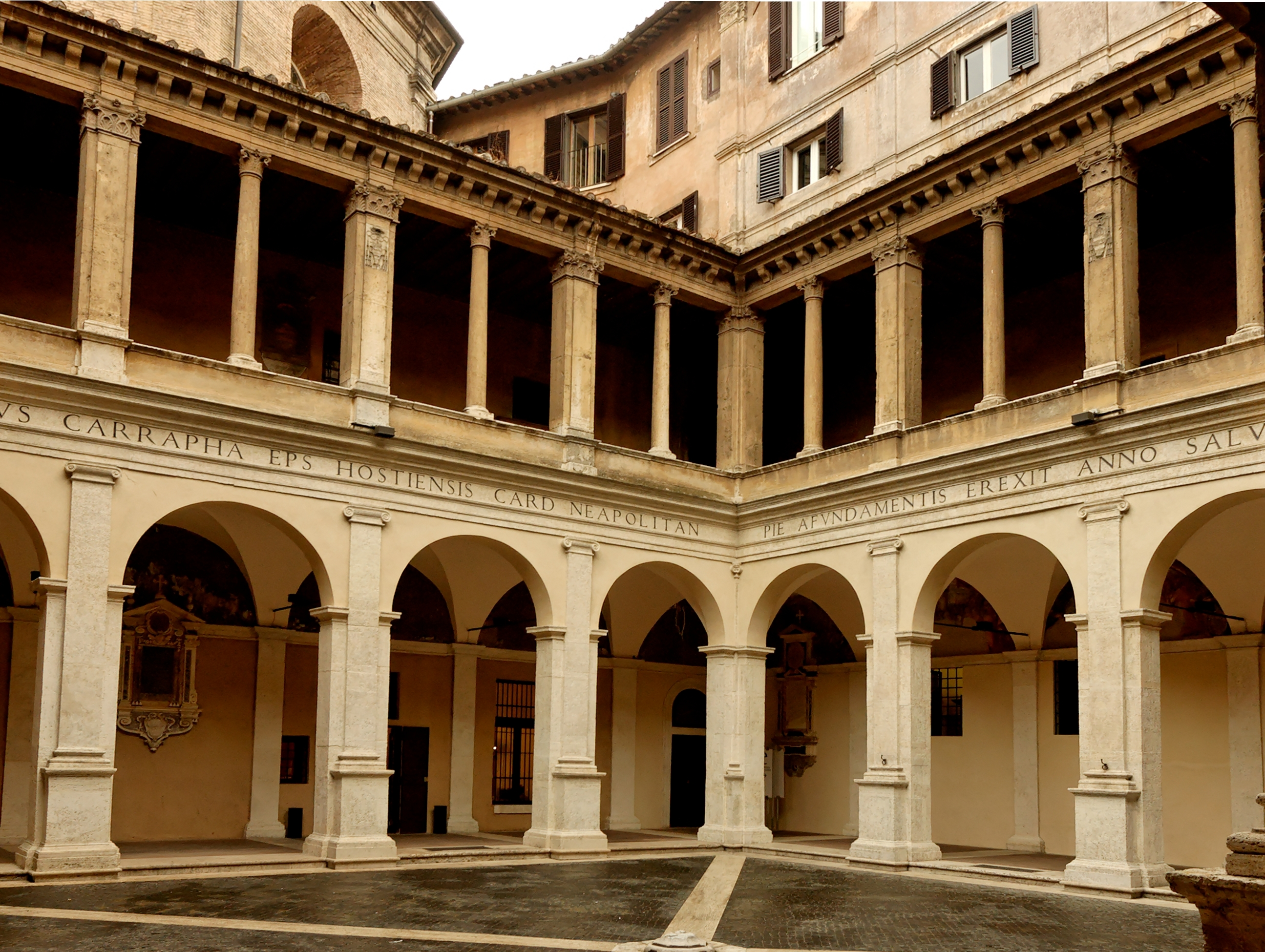
Ein Teil des Kreuzganges

Donato Bramante vollendet den Kreuzgang der Klosterkirche Santa Maria della Pace in Rom. 

### Bildhauerei
- 8. September: Michelangelos Marmorstatue David wird nach dreijähriger Arbeit vor dem Palazzo della Signoria in Florenz feierlich enthüllt.

### Malerei

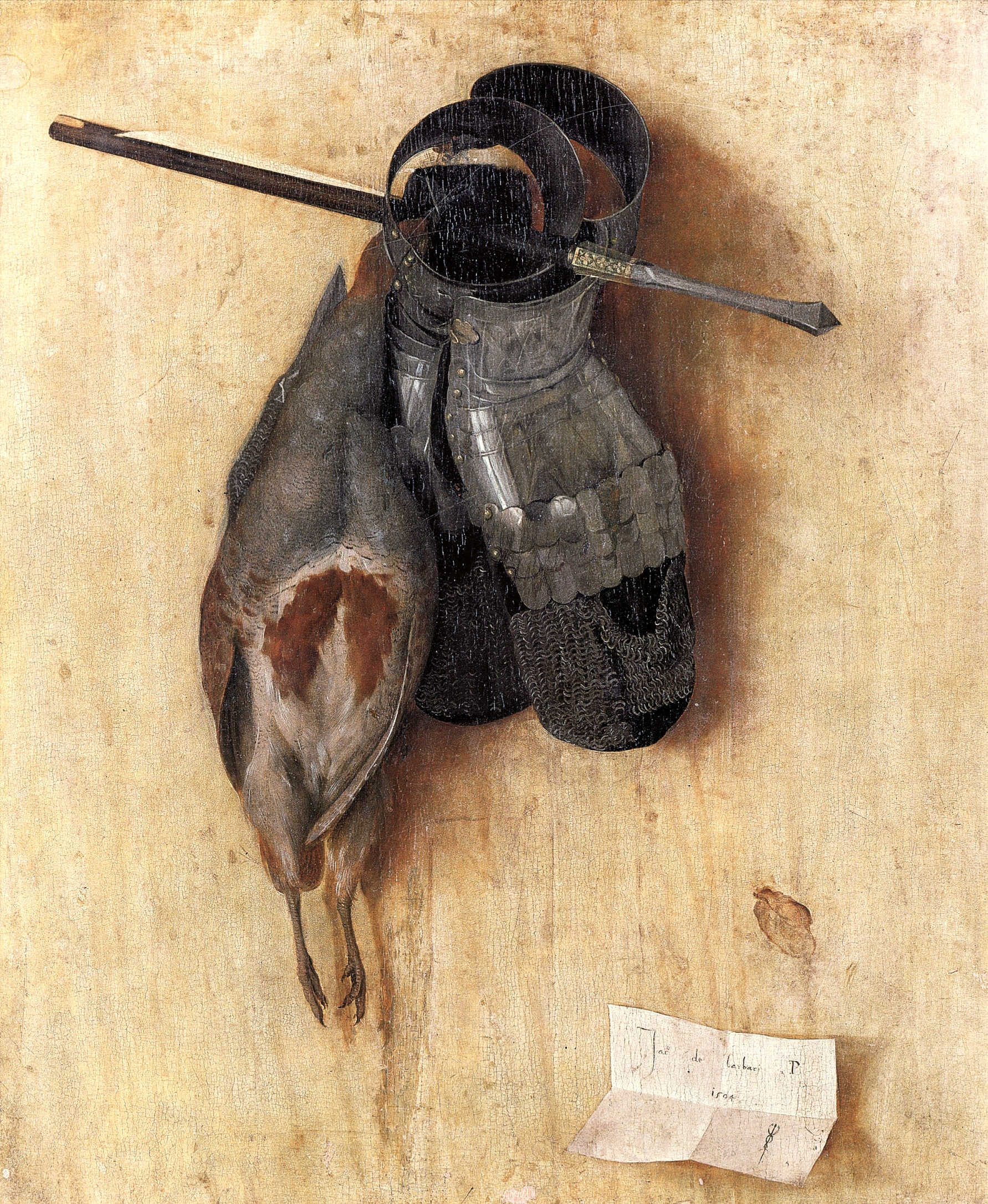
Jacopo de’ Barbari:
Stillleben mit Rebhuhn und Eisenhandschuhen

- Jacopo de’ Barbari malt das Stillleben mit Rebhuhn und Eisenhandschuhen und begründet damit ein neues Genre: Das 49 × 42 cm messende Trompe-l’œil ist das erste bekannte eigenständige Stillleben seit der Antike.
- Raffael fertigt das Gemälde Vermählung Mariä und die Eitempera-Malerei auf Pappelholz Vision eines Ritters.

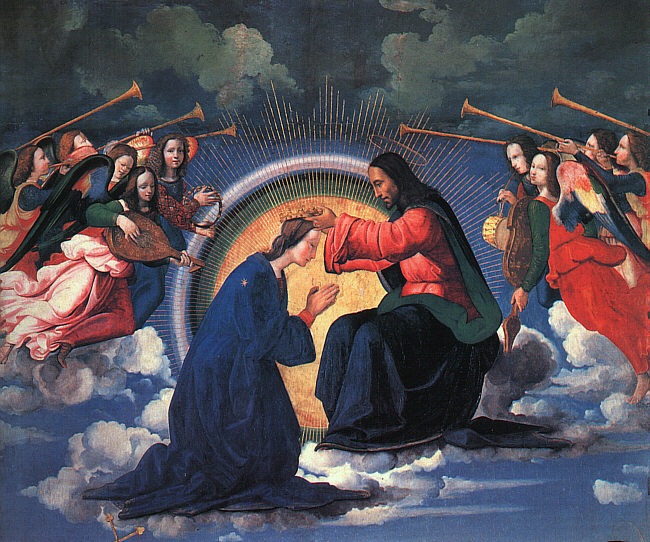
Krönung der Maria

- Ridolfo Ghirlandaio vollendet das Gemälde Die Krönung der Maria.

### Sonstiges
Jan Mostaert wird Hofmaler bei Margarete von Österreich, der Regentin der Niederlande.

## Geboren

### Geburtsdatum gesichert
- 30. April: Francesco Primaticcio,  italienischer Maler, Bildhauer und Architekt des Manierismus, Mitbegründer der Schule von Fontainebleau († 1570)
- 29. Oktober: Shin Saimdang, koreanische Malerin, Kalligrafin und Dichterin († 1551)

### Geboren um 1504
- Marco d’Agrate, italienischer Bildhauer († um 1574)

## Gestorben

### Todesdatum gesichert
- 18. April: Filippino Lippi, italienischer Maler (* um 1457)

### Genaues Todesdatum unbekannt
- Pedro Berruguete, spanischer Maler (* 1450)
- Lux Böblinger, süddeutscher Steinmetz und Baumeister
- Mauro Codussi, italienischer Steinmetz und Architekt (* um 1440)
- Johan van den Mynnesten, deutsch-niederländischer Maler und Kupferstecher (* 1425)
- Hermen Rode, deutscher Maler (* um 1430)
- Stefan Waid, deutscher Steinmetz und Baumeister am Konstanzer Münster